# 水瀬いつる
水瀬 いつる（みなせ いつる、1975年10月22日 - ）は、日本の漫画家。東京都出身。血液型はA型。

## 経歴
25歳のとき、ちゃおまんがスクールにてちゃお銀賞を受賞。2001年、『あなたがあたしでいっぱいになる日』（「ちゃおデラックス」初夏の増刊号掲載、小学館）でデビュー。同期に高宮智がいる。
2006年9月、『わたしが消えた夜』（「ちゃおデラックス」2005年夏の増刊号に発表、ちゃおホラーコミックス『誰かがそこにいる』に収録）に登場する人形が、漫画『ローゼンメイデン』に登場する水銀燈というキャラクターにとてもよく似ていることがインターネット上で話題となり、ドールマニアの注目を集めた。

## 主な作品
- デ・ジ・キャラットにょ（漫画版）
- まじかる☆スイート☆マーメイド
- らぶりん☆アイスクリーム